# Belciana
Belciana é um gênero de traça pertencente à família Arctiidae.